# Crédito
Der Crédito (span. für Kredit oder Glaubwürdigkeit) war eine argentinische Komplementärwährung, die am 1. Mai 1995 in Bernal, Provinz Buenos Aires, auf einem Flohmarkt ihren Anfang fand.

## Hintergrund
Der Crédito wurde von Marktbetreibern selbst gedruckt und war zunächst eine Art Schuldschein oder Notgeld. Die Argentinische Regierung koppelte bereits 1991 ihre eigene Währung eins zu eins an den Kurs des US-Dollars, um dadurch die rasante Inflation im Land zu stoppen. Die Zentralbank darf daher nur noch Pesos im Gegenwert der eigenen Devisen und Goldreserven ausgeben. Die überwiegend arme Bevölkerung begann daraufhin mit dem Tauschhandel auf den sogenannten „Nodos“. Da auch die Staatskassen leer waren, wurden in der Provinz Buenos Aires zusätzlich von der Regierung „Patacones“ (Schuldverschreibungen) ausgegeben, die auch als Zahlungsmittel von Unternehmen wie McDonald’s akzeptiert wurden, wenn damit ein spezielles Menü namens „Patacombo“ erworben wurde. Der Patacón hatte einen Gegenwert von einem argentinischen Peso.

### Club del Trueque
Im Frühjahr 1995 leidet die argentinische Wirtschaft unter der in Mexiko ausgelösten Tequila-Krise, die Arbeitslosigkeit steigt erstmals fast 20 %. In dieser Situation kommen drei arbeitslose Wissenschaftler in Bernal zusammen und gründen den „Club del Trueque“, den ersten Tauschclub Argentiniens. Rubén Ravera, einer dieser drei Initiatoren berichtete: „Mit Pesos hätten wir uns alles leisten können. Aber da niemand von uns Geld in der Tasche hatte, haben wir einfach angefangen das Geld selber zu drucken […] der Tauschhandel […] funktionierte, obwohl diese Créditos durch gar nichts gedeckt waren, außer dem Vertrauen und dem Glauben der Klubmitglieder“. Jeder, der Mitglied dieses Tauschclubs werden wollte, musste dies schriftlich beantragen und zudem die „Prinzipien des globalen Tauschnetzes“ anerkennen. Jedes neu aufgenommene Mitglied erhielt 50 der selbst gedruckten Créditos. Der Gegenwert eines Créditos wurde von den Gründern auf 1 Peso festgesetzt.

### Weiterentwicklung
Der Betreiber der Währung war das „Red Global de Trueque Multireciproco“ (RGT), auch „Global Network of Multi-Reciprocal Exchange Clubs“ oder „Global Exchange Network“ (GEN). Die Währung begann als Tauschkreis, wurde aber schnell durch gedruckte Währungen ersetzt. Nach weiteren Experimenten mit einem „nodine“ genannten Tauschkreis (no dinero, kein Geld) wurden Créditos letztlich als gedruckte Währung verbreitet. Das RGT war als Netz von Tauschclubs mit Teilnehmern aus einer gebildeten Mittelklasse organisiert, die durch die Argentinien-Krise in den späten 1990ern arbeitslos geworden waren. Die Clubs waren nicht zentral organisiert und hatten kein einheitliches Regelwerk. Sie entschieden eigenständig welche Créditos anderer Clubs akzeptiert wurden. In einer späteren Phase schlossen sich einige Clubs in Zonen und Netzwerken zusammen. Diese offene Struktur erlaubte ein sehr schnelles Wachstum, barg jedoch auch das Risiko von Fälschungen. Der Crédito war eine zinslose Währung. Geschätzte 400 Millionen US-Dollar an Gütern und Waren wurden im Jahr 2000 mit Créditos gehandelt. Eine Umfrage, die von Mitgliedern des ökonomischen Instituts der Harvard University durchgeführt wurde, ergab in den Jahren 2002 und 2003 eine persönliche, mittlere Tauschrate von zwei Créditos für einen Peso durch Teilnehmer, die Waren oder Dienstleistungen in beiden Währungen anboten. Im Juli 2002 war die Arbeitslosenquote in Argentinien auf fast 25 % angestiegen und etwa sieben Prozent der Bevölkerung nutzten den Crédito. Das System wurde in allen Provinzen Argentiniens eingesetzt und hatte für eine begrenzte Zeit eine akzeptable Zuverlässigkeit. Als die Lage der nationalen Ökonomie sich weiter verschlechterte, nahm die Zahl der Teilnehmer in den RGT-Clubs jedoch rapide zu und eine wachsende Prozentzahl gab Créditos aus, ohne ausreichend Waren oder Dienste anzubieten. Das System litt unter Hyperinflation und Fälschungen. Zwischen 2002 und 2003 erweiterte die Regierung die Arbeitslosenversicherung von vorher 0,2 Millionen auf 2,5 Millionen Berechtigte und machte damit den Peso einer Bevölkerungsschicht wieder als Zahlungsmittel zugänglich, die Créditos nutzte, aber eine 89 % Präferenz für den Peso hatte.